# Гебеков, Руслан Шарабутдинович
Руслан Шарабутдинович Гебеков (5 июня 1967) — советский и киргизский борец греко-римского стиля, призёр Азиатских игр.

## Спортивная карьера
Мастер спорта СССР с 1986 года. В сентябре 1994 года принимал участие на чемпионате мира в финском Тампере, где занял 7 место. В октябре 1994 года на Азиатских играх в японской Хиросиме стал бронзовым призёром. В июне 1995 года в Маниле стал 4-м на чемпионате Азии. В сентябре 1995 года одержал победу на Центральноазиатских играх в Ташкенте.

## Спортивные результаты
- Чемпионат мира по борьбе 1994 — 7;
- Летние Азиатские игры 1994 — ;
- Чемпионат Азии по борьбе 1995 — 4;
- Центральноазиатские игры 1995 — ;